# Myllärinsuo
Myllärinsuo är en sumpmark i Finland. Den ligger i Miehikkälä i landskapet Kymmenedalen, i den södra delen av landet, 150 km öster om huvudstaden Helsingfors.